# Rhectothyris
Rhectothyris és un gènere d'arnes de la família Crambidae descrit per William Warren el 1890.

## Taxonomia
- Rhectothyris rosea (Warren, 1896)

## Espècies antigues
- Rhectothyris gratiosalis (Walker, 1859)